# Eukoenenia corozalensis
Eukoenenia corozalensis is een spinnensoort in de taxonomische indeling van de Palpigradi.
Het dier komt uit het geslacht Eukoenenia. Eukoenenia corozalensis werd in 2006 beschreven door Montaño and Francke.